# オールライト (ジャネット・ジャクソンの曲)
「オールライト」(Alright)は、ジャネット・ジャクソンの楽曲。
4枚目のスタジオ・アルバム『リズム・ネイション1814』から4枚目のシングルとしてリリースされた。

## 解説
リン・コリンズの「Think (About It)」と、BTエクスプレスの「Do You Like It」をサンプリングしている。
ミュージック・ビデオは1930年代をオマージュした内容となっており、シド・チャリシーやキャブ・キャロウェイが出演している。
リミックス・ヴァージョンにはヘヴィ・Dが参加しており、そのヴァージョンのミュージック・ビデオにも出演している。
第33回グラミー賞では「最優秀R&Bボーカル・パフォーマンス」の女性部門と、「最優先R&Bソング」の2部門にノミネートされた。

## 収録曲
3" 日本盤シングル
1. オールライト (7インチ・リミックス) - 5:01
2. オールライト (7インチ・R&Bリミックス) - 4:34

## チャート
| チャート (1990年)                                    | 最高位 |
| ---------------------------------------------------- | ------ |
| ベルギー (Ultratop 50 Flanders)                      | 27     |
| カナダ トップシングルス (RPM)                        | 6      |
| カナダ ダンス/アーバン (RPM)                         | 2      |
| カナダ コンテンポラリー・ヒット・ラジオ (The Record) | 5      |
| カナダ シングル小売 (The Record)                     | 7      |
| ヨーロッパ (European Hot 100 Singles)                | 48     |
| アイルランド (IRMA)                                  | 14     |
| オランダ (Dutch Top 40 Tipparade)                    | 3      |
| オランダ (Single Top 100)                            | 35     |
| ニュージーランド (Recorded Music NZ)                 | 28     |
| UK シングルス (OCC)                                  | 20     |
| US Billboard Hot 100                                 | 4      |
| US Dance Club Songs (Billboard)                      | 1      |
| US Dance Singles Sales (Billboard)                   | 2      |
| US Hot R&B/Hip-Hop Songs (Billboard)                 | 2      |
| US キャッシュボックス Top 100                        | 4      |
| US Contemporary Hit Radio (Radio & Records)          | 2      |
| US Urban (Radio & Records)                           | 1      |
| 西ドイツ (GfK Entertainment charts)                  | 43     |

| チャート (1996年)     | 最高位 |
| --------------------- | ------ |
| オーストラリア (ARIA) | 100    |

| チャート (1990年)                                       | 順位 |
| ------------------------------------------------------- | ---- |
| カナダ (RPM)                                            | 40   |
| カナダ ダンス/アーバン (RPM)                            | 14   |
| 全米 Billboard Hot 100                                  | 44   |
| 全米 ダンス・クラブ・ソングス (Billboard)               | 26   |
| 全米 ダンス・シングル・セールス (Billboard)             | 17   |
| 全米 ホット R&B/ヒップホップ・ソングス (Billboard)      | 56   |
| 全米 キャッシュボックス Top 100                         | 35   |
| 全米 コンテンポラリー・ヒット・ラジオ (Radio & Records) | 19   |
| 全米 アーバン (Radio & Records)                         | 50   |